# Исландская овца
Исландская овца (исл. íslenska sauðkindin) — порода домашних овец, разводимая в Исландии. Исландская овца, происходящая от домашних овец, завезённых в Исландию поселенцами-викингами в IX—X веках, относится к североевропейской короткохвостой группе пород, являясь, наряду с романовской породой, самой крупной из них.

## История
Исландская овца считается одной из древнейших сохранившихся чистых пород. После того как в IX—X веках овцы были завезены на остров поселенцами-викингами, предпринималось относительно немного попыток улучшить породу. При этом все попытки скрещивания с другими породами были неудачными, вызывая эпидемии болезней, которым были подвержены ввозимые овцы, и в итоге гибриды безжалостно истреблялись. В конце концов в Исландии был принят закон, запрещающий ввоз на остров овец других пород, и улучшение породы исландской овцы ограничилось искусственным отбором лучших экземпляров, и генетически исландская овца в настоящее время не отличается от своих предков IX века.

## Внешний вид и поведение
Исландская овца принадлежит к средним по размерам породам: согласно справочнику «Мировое овцеводство» (1994), масса тела баранов составляет 92—96 кг, маток — 58—60 кг. На сайте отделения зоологии Университета штата Оклахома масса тела взрослого барана определяется в 200—220 фунтов (90—100 кг), взрослой матки — в 150—160 фунтов (68—73 кг). Как самцы, так и самки бывают безрогими, но рогатые особи встречаются чаще.
Шерсть, покрывающая всё тело, кроме морды, вымени и голеней, разделяется на тонкий нижний слой, известный как Thel, блестящий, пружинистый и мягкий, как пух; и более грубый длинный верхний слой (Tog), по консистенции напоминающий мохер. Шерсть верхнего слоя прямая или сворачивающаяся в спираль, но не завитая. Руно открытое, не очень жирное (в среднем жир составляет около 2 кг от общей массы руна). Естественный окрас от снежно-белого до угольно-чёрного, включая несколько оттенков серого, а также бурого от рыжеватого до коричнево-чёрного. Встречаются также особи с пятнистой шерстью, с окрасом, похожим на окрас муфлонов, или с полосатым рисунком, напоминающим морду барсука. Исландская порода считается одной из самых богатых в мире по количеству естественных цветовых оттенков.
Исландская овца чутко реагирует на опасность и способна быстро бегать, стадный инстинкт у неё развит относительно слабо, и встречается довольно много особей-одиночек. По отношению к овцам других пород исландские овцы могут вести себя агрессивно и в смешанном стаде обычно занимают доминирующие позиции. Особенно агрессивно обычно ведёт себя вожак стада, как правило — рогатый баран, который может быть опасен и для людей. Известны случаи, когда исландские овцы атаковали пастушеских собак, и президент Ассоциации исландских овцеводов Северной Америки С. Сомервилл считает, что такая овца может противостоять и койоту. В то же время самки исландской овцы считаются хорошими матерями. На пастбище стадо исландских овец широко расходится, что полезно в условиях, когда травы мало. Исландские овцы охотно поедают также низкорослые кустарники.

## Размножение
Размножение сезонное, у самок период течки продолжается с начала ноября по апрель. У самцов к концу октября появляется специфический запах, привлекающий самок и сохраняющийся на протяжении всего периода течки. Овцы данной породы способны размножаться и в другое время года, но в Исландии эта особенность не используется.
Исландские овцы плодовиты, взрослые бараны являются хорошими осеменителями. Баран способен осеменять овец уже в семимесячном возрасте, овца способна приносить ягнят уже в 12 месяцев и продолжает приносить приплод до 12—14 лет. Репродуктивный уровень составляет 170—180 %. В 1990-е годы у исландских овец был выделен ген, отвечающий за плодовитость (подобный ген также известен у мериносов бурула); у овец, имеющих этот ген, в приплоде обычно от 2,14 до 3,4 ягнёнка, у не имеющих гена — от 1,59 до 2,2.

## Хозяйственное значение
Исландские овцы знамениты прежде всего своей шерстью. Длина волокна, открытый характер шерсти и разнообразие природного окраса сделали шерсть исландских овец популярной у производителей, изготавливающих пряжу на ручных станках. Однако относительно небольшой объём производства делает шерсть исландских овец малопригодной для крупных предприятий. В начале XXI века доходы от продажи шерсти составляли менее 15 % от общего дохода от овцеводства в Исландии. Шкуры исландских овец благодаря низкой плотности волосяных луковиц, хорошо подходят для шубных овчин, из них изготавливается модная дорогая одежда, прежде всего пальто. Более грубая шерсть, получаемая от весенней стрижки, идёт на изготовление ковров. Традиционный исландский свитер lopapeysa вяжут из пряжи lopi, на которую идут как нижний, так и верхний слои шерсти исландских овец, получаемой от осенней стрижки.
Исландская овца даёт много молока, и до середины XX века в Исландии широко использовалось овечье молоко, однако в дальнейшем основным продуктом, получаемым от овец в Исландии, стало мясо. Исландские овцы растут быстро, уже к 4—5 месяцам достигая массы тела от 36 до 40 кг, после чего их отлучают от матери. В дальнейшем овец переводят на горные пастбища, не прикармливая дополнительно ни зерном, ни гранулированным кормом, и забирают впоследствии на забой прямо с выпаса. Исландия занимает одно из первых мест в мире по объёму получаемого мяса на единицу поголовья овец: при обработке туш теряется примерно 45 % веса, оставшееся мясо отличается мелкозернистой текстурой и хорошим вкусом. В разгар лета, перед ежегодным забоем, поголовье овец в Исландии достигает полумиллиона. Качественное мясо и шерсть сделали исландскую овцу популярной породой и за пределами её родины; только в Северной Америке выращиванием исландских овец занимаются три сотни фермерских хозяйств.